# Котятина

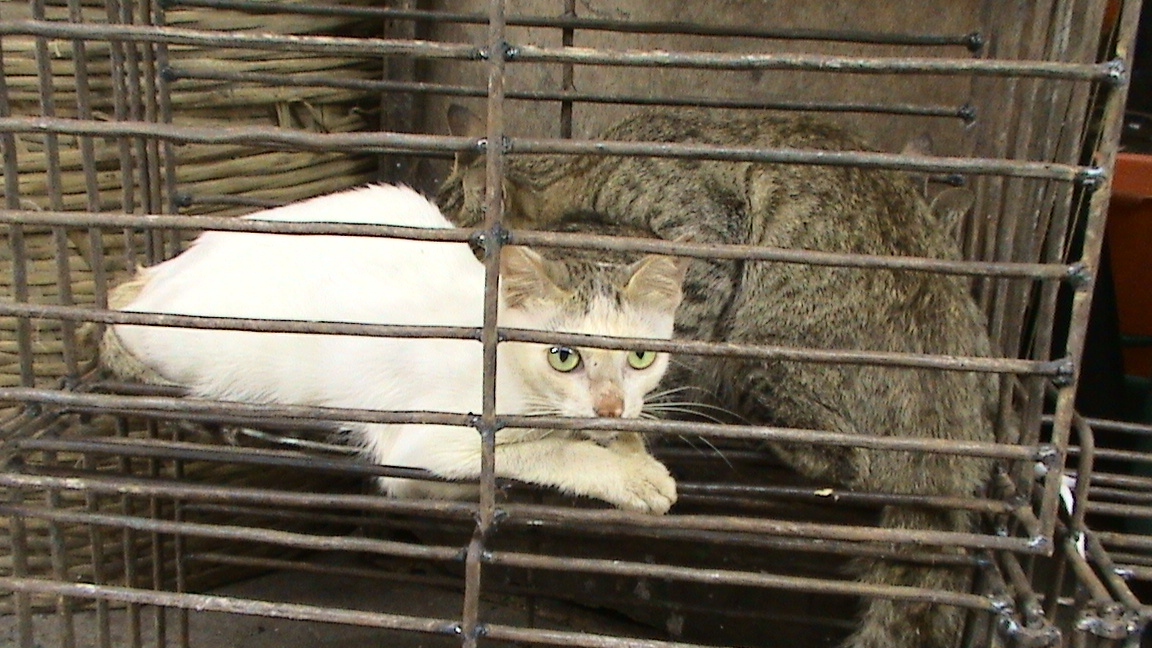
Кішки з південно-східної Азії перед забоєм

Котятина, кошатина — м'ясо кішок, що використовується в кухні східних народів у країнах Південно-східної Азії і Китаї. Котяче м'ясо також вживають в їжу в деяких країнах Африки та Латинської Америки.
У Південній Америці насамперед використовується афро-перуанцями. Методи приготування котячого м'яса демонструються кожного вересня під час фестивалю Святої Іфігенії в місті Ла-Кебрада. У деяких культурах Камеруну існує спеціальна їжа з котів, яка, за місцевими повір'ями, приносить удачу..